# Push-to-talk

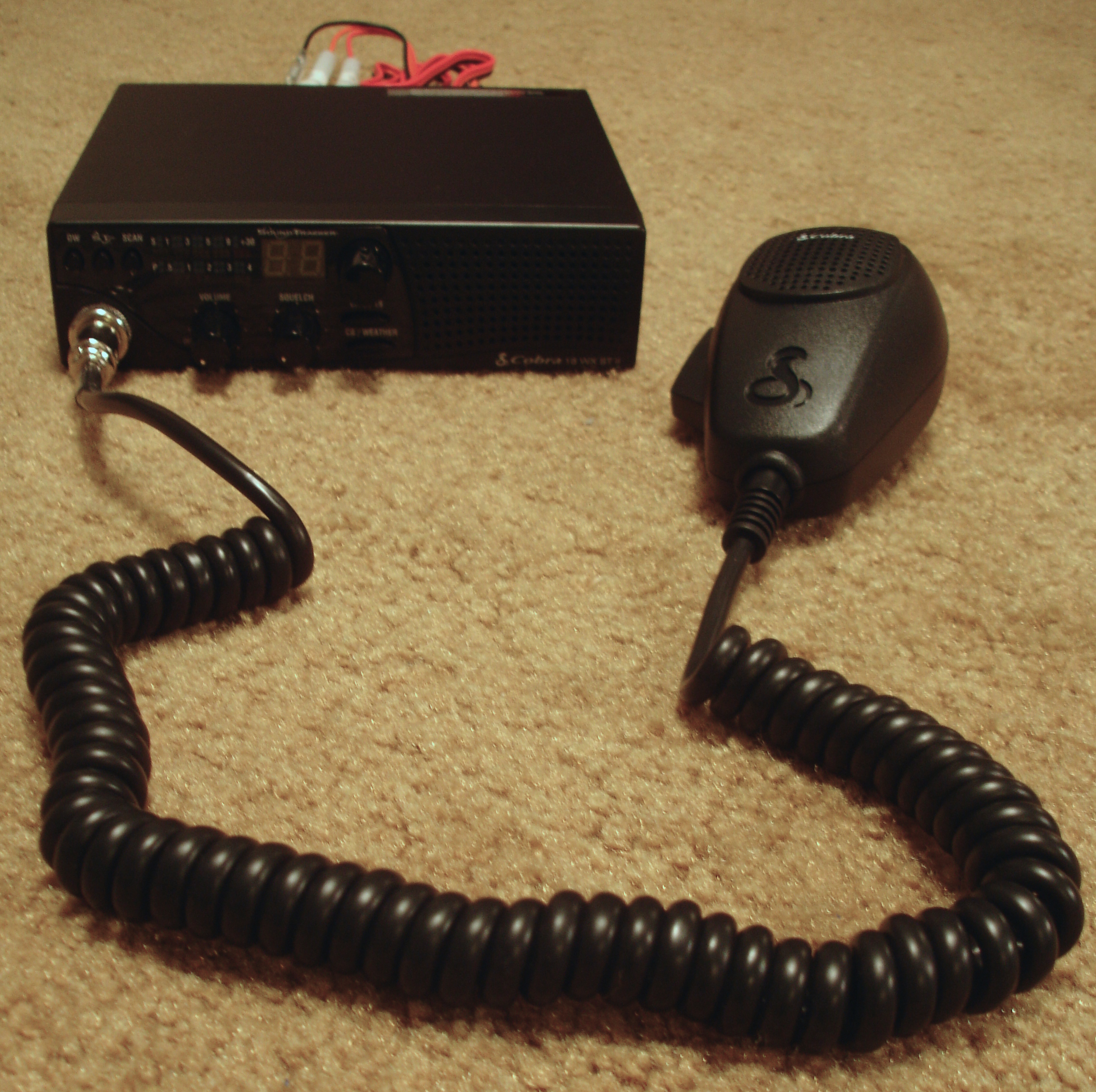
Rádio CB com interruptor de microfone push-to-talk

O push-to-talk (PTT) é uma tecnologia que permite uma comunicação na modalidade half-duplex (apenas um sentido), que transforma dispositivos móveis ou fixos de processamento de dados comuns (computadores, celulares, smartphones e PDAs, GSM ou CDMA) em dispositivos semelhantes a walkie-talkies, possibilitando conferências entre dois usuários, múltiplos usuários, grupos pré-definidos ou ainda sessões de chat (mensagens on-line), comunicação de voz em tempo real com apenas o clique de um botão.